# Éva Péan-Pagès
Pour les articles homonymes, voir Péan (homonymie).
Éva Péan-Pagès, née Anna Évangelina Ellis le 7 mars 1877 à Mersch (Luxembourg) et morte le 21 décembre 1951 à Les Portes-en-Ré, est une Juste parmi les nations, distinction reçue pour avoir caché et sauvé 96 personnes juives en France.

## Biographie

### Famille
Anna Évangelina Ellis est la fille de James Edward Ellis (1840-1899) et de Marianne Adélaïde Julie Elisabeth Delaitre. Ses parents ont huit autres enfants.
Par son père, elle descend de deux grandes familles, les Ellis, côté anglais et les Kennedy, côté écossais. Sa mère est une institutrice née à Sceaux en France.
Avant sa naissance, en 1866 son père et son grand-père, Edward Kennedy Ellis (1812-1891), fondent la Distillerie du Grand-Duché à Hoehenhoff. Cette entreprise fait faillite en 1886.

### Jeunesse
Après la faillite de son père, la famille rentre en Angleterre. Éva est élevée à Londres où elle reçoit une éducation de fille de bonne famille. Elle y apprend le piano, le dessin, la couture, l’équitation et le tennis. Dans sa famille, on parle indifféremment l’anglais et le français, et elle apprend l’allemand à l’école. Née dans une famille protestante, elle reçoit une éducation religieuse en ce sens.
La jeune Éva souhaite devenir médecin, elle fait alors des études d’infirmière à l’hôpital de Maidstone.
Ses frères et sœurs quittent tous le foyer familial laissant Éva seule. La jeune femme se laisse alors courtiser par un banquier, Charles Crosby, de trente ans son ainé. Lui est déjà marié et il installe sa maîtresse en 1897 dans un petit appartement à Neuilly-sur-Seine.
Entre 1899 et 1906, elle aura cinq enfants : Amélie Andrée "Maggie", Charles André, Edouard, Jacques Claude et Bernard Wilmot. Tout en continuant sa relation avec Charles Crosby, elle épouse un de ses employés : Adolphe Jean Baptiste Péan. Le mariage de convenance a lieu le 31 décembre 1902, son mari accepte de lui donner son nom et de reconnaître ses enfants déjà nés et ceux à naître. Charles Crosby décède en 1906.

### Première Guerre Mondiale
En 1910, après le décès de Charles Crosby, elle part vivre en Algérie chez sa tante, Raphaëlle Delaitre, avec ses enfants. Pendant ce séjour, elle apprend l'arabe.
En 1914, elle est nommée infirmière major à l'hôpital de Bône (actuelle Annaba) où elle s'est engagée volontairement au début de la guerre. Elle y reste jusqu'en 1916. Elle rencontre un autre infirmier, Marius Jules Pagès, avec qui elle entame une relation. Dans la vie civile, il est curé à Fraissinet-de-Fourques. Eva le rejoint lors de son affectation à Marseille pour accoucher. Elle donne naissance en 1916 à un fils, Jean-Gabriel Jules. L’enfant meurt en 1919 à l'âge de trois ans.
En 1917, son époux, Adolphe Jean Baptiste Péan meurt. Elle vit avec ses enfants à Florac où elle continue sa relation avec le curé Pagès sans qu'ils vivent sous le même toit. C’est un quotidien précaire et difficile. Malgré un enfant et un deuxième à naître, Marius Pagès refuse de quitter ses fonctions ecclésiastiques. Pour régulariser leur situation, le couple se marie le 22 avril 1920 en Angleterre, à Douvres. Éva prend à la suite de ce mariage le nom de Péan-Pagès. Le 30 juin 1920, elle met au monde une fille : Juliet Evelyn. Son mari est, de son côté, envoyé en Afrique comme directeur des affaires africaines catholique et doit couper tout contact avec sa famille.

### L'armée du Salut
En 1918, après s'être engagée auprès de l'Armée du Salut, elle ouvre un premier foyer du soldat à Avenay-Val-d'Or, dans la Marne. En décembre 1918, elle ouvre un autre foyer à Strasbourg, puis un second dans le quartier de Neudorf. En 1920, elle prend la direction du foyer de Lille.
En 1925, à plus de quarante ans, elle repart pour l’Afrique du nord à Tébessa. Conformément à sa foi protestante, elle voyage en Algérie pour évangéliser les villages intérieurs du Sahara profond.
À cette période, son fils Charles Péan, est déjà officier de l’Armée du Salut.

## Années de guerre et d'occupation

### Action à Montauban
En 1940, elle dirige depuis dix ans une maison de retraite à Montauban.
Un soir de l'hiver 1940-1941, un homme frappe à la porte de l'établissement. Il s'agit de M. Steinitz, un Juif autrichien réfugié en France. Engagé volontaire et blessé à la main, il demande l'asile, mais les ordres sont stricts et personne n'ose lui venir en aide.
Suite à un malentendu, Eva Péan-Pagès pense que l'homme s'est suicidé pendant la nuit. Alors, lorsqu'il revient le lendemain, elle décide de l'aider en secret. Pendant plusieurs mois, elle lui permet de dormir chaque soir dans la chapelle attenante à la maison de retraite.
Après qu'ils soient dénoncés, elle loue une chambre en ville pour M. Steinitz. Malgré ses efforts, il est malheureusement arrêté et déporté,.
En 1941, Éva Péan-Pagès continue d'aider de nombreuses familles à Montauban. Elle recueille les cinq membres de la famille Hoffman et les aide à passer en Suisse via Annemasse.
Par la suite, elle héberge la famille Neu. Le père, d'origine allemande et veuf, est interné dans un camp en France. Il réussit à s'échapper et rejoint Montauban avec ses deux filles. Éva les héberge jusqu'à son propre départ de la ville en 1942. Malheureusement, le père est déporté, et sa fille cadette, alors hospitalisée, meurt à l'hôpital,.

### Villa Brise des Neiges
En 1942, Eva est envoyée à Grenoble pour prendre la direction d’un pensionnat de jeunes filles situé à La Tronche, la villa Brise des Neiges. Eva en sera la directrice jusqu’en 1946. Le foyer dépend de l’Alliance des UCJF (Unions Chrétiennes de Jeunes Filles), un des grands mouvements de jeunesse du protestantisme français,.
Lorsqu’elle est appelée pour diriger l'orphelinat, le comité sait que plusieurs jeunes filles juives sont accueillies discrètement dans l’établissement en attendant qu’un passeur leur permette d’aller en Suisse.

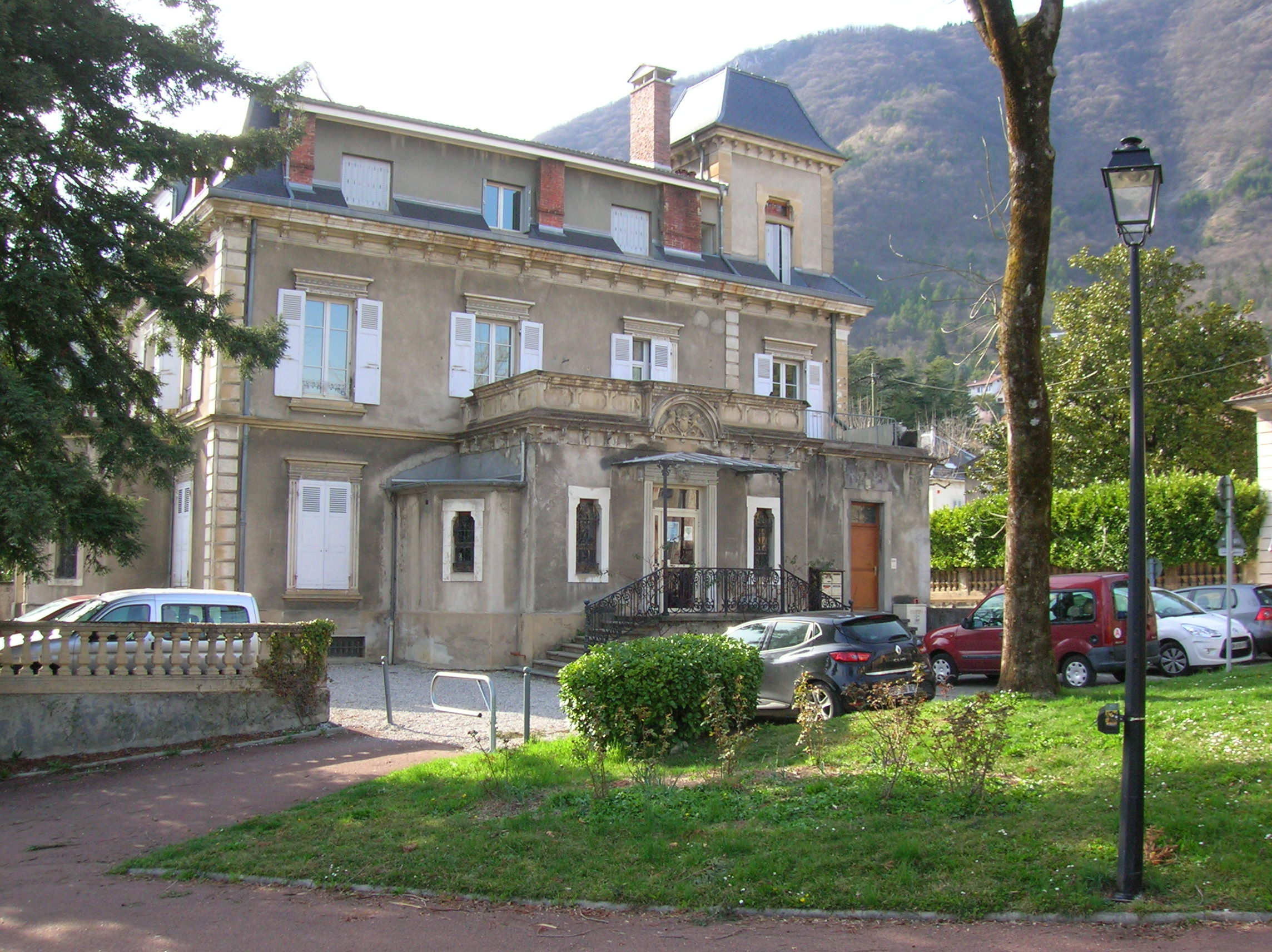
La Villa Brise des Neiges en 2017

Par l’intermédiaire du foyer, Éva Péan-Pagès, bien que non liée à un réseau de résistance, accueille plus de 150 personnes, des juifs mais aussi des dizaines d’étrangers qui y trouvent un refuge sûr. Les protégés sont cachés ou mêlés à la vie du foyer, ils ne restent pas longtemps et repartent en général vers la Suisse.
À l'origine, la villa Brise des Neiges est prévue pour héberger 50 pensionnaires, mais la configuration de la propriété permet en réalité d'en loger davantage. La villa se divise en trois habitations distinctes : la maison de maître, une annexe baptisée « les Flocons de Neige », et une baraque en bois destinée au rangement de l'outillage d'entretien.
Dans la maison de maître sont logées les jeunes filles en situation régulière. L'annexe accueille les pensionnaires munis de faux papiers, tandis que la baraque abrite les personnes en situation clandestine.
La cave de la villa est aménagée pour cacher quelques personnes et un homme y reste caché des mois. Lorsque la Milice française vient pour l'arrêter, elle ne le trouve pas. Il s’agit de Paul Müller, un juif polonais spécialiste des auteurs grecs.
Sa fille, Juliet Pagès, réside aussi à la villa et fait des études d’infirmière à Grenoble. Elle assiste sa mère dans son entreprise, en l’aidant notamment à cacher les résidents des annexes lors des perquisitions,. À cinq reprises, les gendarmes viennent fouiller le pensionnat et consulter les registres. La Milice française, la Gestapo et la Wehrmacht ont perquisitionné tour à tour l'orphelinat sans jamais y trouver les personnes cachées.
Lors de l’automne 1943, la communauté juive de Grenoble est mise au courant d’une rafle à venir au local qui sert de synagogue à l’occasion des célébrations de Youm Kippour. Eva Péan-Pagès autorise la célébration de la fête à la villa Brise des Neiges, empêchant ainsi la rafle à la synagogue,.
Durant l’année 1943, elle cache Colette Ach, une jeune femme juive âgée de 19 ans et originaire de Strasbourg. Ses frères la rejoignent et Eva Péan-Pagès fait inscrire le plus jeune, Georges, au Lycée Champollion de Grenoble,.
C’est à la villa Brise des Neiges que Greta Sauer trouve asile après son internement au camp de Gurs. C’est aussi à la villa que François Willi Wendt rencontre une jeune réfugiée alsacienne, Charlotte Greiner, qu’il épousera après la Libération. Une autre résidente est Alice Courouble, une française arrêtée après avoir porté l’étoile jaune en solidarité avec son amie juive. Envoyée à Drancy, puis expulsée, elle finit par être accueillie à la villa.

## Après la guerre

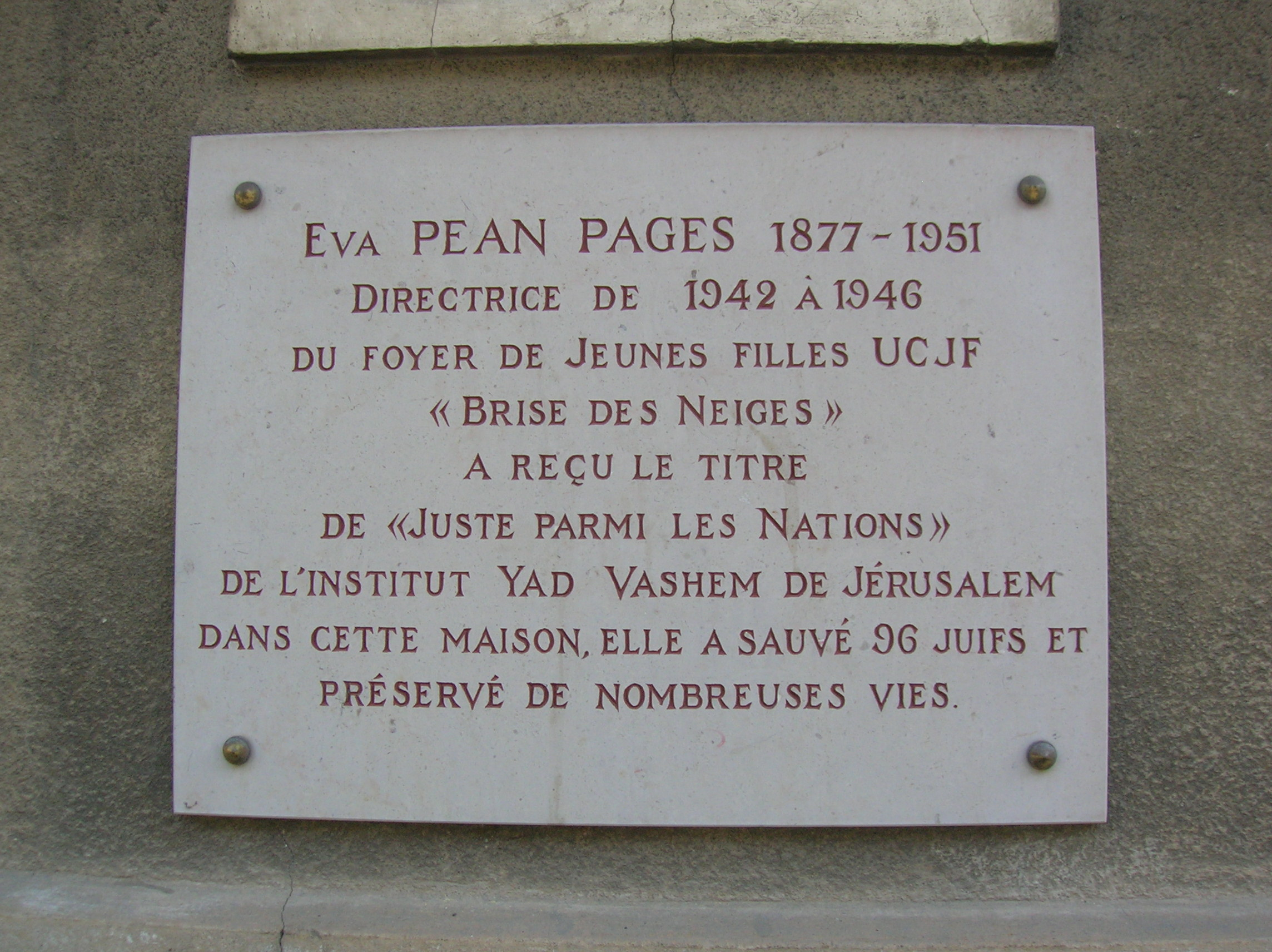
Plaque commémorative sur la Villa Brise des Neiges

Avant la guerre, en 1938, Éva avait acheté une maison aux Portes-en-Ré sur l’Ile de Ré. Elle y passe une partie de sa retraite et y meurt le 21 décembre 1951.
L’institut Yad Vashem à Jérusalem décerne le titre honorifique de “Juste parmi les Nation”, à titre posthume, à Eva Péan-Pagès. Ce titre lui est accordé pour son action, qui par son courage, à sauvé de la déportation 96 juifs. Le titre lui est décerné le 15 janvier 2001 et la cérémonie se déroule le 14 octobre 2001 à la villa Brise des Neiges.

## Postérité
- Un parc porte le nom Square Éva Péan-Pagès à La Tronche.